# Buffalo (Iowa)
Buffalo – miasto w Stanach Zjednoczonych, w stanie Iowa, w hrabstwie Scott.

## Demografia
Zgodnie ze spisem statystycznym z 2000 roku, miasto liczyło 1321 mieszkańców. W 2023 roku liczba mieszkańców spadła do 1164 osób, a gęstość zaludnienia poniżej 75 osób/km².

## Osoby związane z Buffalo
Seth Rollins – amerykański wrestler, występujący obecnie w WWE.